# I Want You Back (canção de NSYNC)
"I Want You Back" é o single de estreia da boy band norte- americana NSYNC.Foi lançado em 4 de outubro de 1996, na Alemanha, e em 20 de janeiro de 1998, no Reino Unido e nos Estados Unidos, como o primeiro single do álbum de estréia auto-intitulado; também está incluído na complicação de 2005, Greatest Hits.
A música foi escrita e produzida por Max Martin e seu mentor na época, Denniz Pop. Atingiu o 13º lugar na  Billboard Hot 100 dos EUA,  foi certificada como Ouro pela  Recording Industry Association of America (RIAA), e ganhou um prêmio da Billboard de Melhor Novo Clipe de Dança. Originalmente, a música deveria ter sido gravada pelos Backstreet Boys, mas devido a conflitos de agendamento, a música foi dada ao * NSYNC.

## Vídeo musical
Duas versões do videoclipe foram lançadas. O primeiro, filmado em Estocolmo, Suécia, de 15 a 16 de agosto de 1996, foi lançado com o lançamento original da música em outubro de 1996. Esta versão apresenta o grupo em uma estação espacial, com muitos efeitos de alta tecnologia sendo reproduzidos ao redor deles. Os meninos então tentam contatar uma garota e trazê-la a bordo. Esta versão foi dirigida por Alan Calzatti . O segundo vídeo acompanhou o lançamento europeu e americano da música em 1998. Esta versão foi gravada em preto-e-branco e apresenta o grupo se apresentando em um depósito, com fotos deles jogando sinuca e dirigindo um Cadillac com uma garota local de Orlando. Esta versão foi dirigida por Jesse Vaughan e Douglas Biro.

## Lista de faixas
| - Germany (1996) CD1 1. "I Want You Back" (Radio Version) – 3:22 2. "I Want You Back" (Long Version) – 4:23 CD2 1. "I Want You Back" (Radio Version) – 3:22 2. "I Want You Back" (Long Version) – 4:23 3. "I Want You Back" (Club Version) – 5:24 4. "I Want You Back" (Progressive Dub Mix) – 5:26 - Europe (1998) 1. "I Want You Back" (Radio Version) – 3:22 2. "Tearin' Up My Heart" (Radio Version) – 3:26 3. "You Got It" – 3:34 4. "I Want You Back" (Club Version) – 5:24 - UK (1998) CD1 1. "I Want You Back" (Radio Version) – 3:22 2. "I Just Wanna Be with You" – 4:02 3. "I Want You Back" (Riprock and Alex G.'s Smooth Vibe Mix) – 4:28 CD2 1. "I Want You Back" (Radio Version) – 3:22 2. "Everything I Own" – 4:10 3. Exclusive interview – 5:06 | - America (1998) CD1 1. "I Want You Back" (Radio Version) – 3:22 2. "I Want You Back" (Riprock's Elevation Mix) – 5:28 CD2 1. "I Want You Back" (Hot Tracks Extended Version) – 5:23 2. "I Want You Back" (Riprock's Elevation Mix) – 5:28 3. "I Want You Back" (Florian's Transcontinent Club Mix) – 5:45 4. "I Want You Back" (Riprock & Alex G.'s Smooth Vibe Mix) – 4:27 Limited edition digipak 1. "I Want You Back" (Radio Version) – 3:22 2. "Giddy Up" – 4:07 - Australia (1998) 1. "I Want You Back" (Radio Version) – 3:22 2. "I Want You Back" (Back Beat Radio Mix) – 3:38 3. "I Want You Back" (Riprock's Elevation Radio Mix) – 3:42 4. "I Want You Back" (Florian's Transcontinent Radio Mix) – 3:15 5. "I Want You Back" (Suggested Callout Hook) – 0:10 |

## Desempenho nas tabelas musicais
| Parada (1996–97)                               | Posição |
| ---------------------------------------------- | ------- |
| O campo songid é OBRIGATÓRIO PARA PARADA ALEMÃ | 10      |
| Áustria (Ö3 Austria Top 75)                    | 11      |
| Escócia (Scottish Singles Chart)               | 50      |
| Países Baixos (Dutch Top 40)                   | 1       |
| Reino Unido (UK Singles Chart)                 | 62      |
| Suíça (Schweizer Hitparade)                    | 5       |
| União Europeia (European Hot 100)              | 34      |
| Parada (1998–99)                               | Posição |
| Austrália (ARIA)                               | 11      |
| Canadá (RPM Singles Chart)                     | 2       |
| Escócia (Parada de singles)                    | 6       |
| Estados Unidos (Billboard Hot 100)             | 13      |
| Estados Unidos (Billboard Mainstream Top 40)   | 11      |
| Estados Unidos (Billboard Rhythmic)            | 25      |
| Irlanda (Parada de singles)                    | 22      |
| Nova Zelândia (Recorded Music NZ)              | 5       |
| Reino Unido (UK Singles Chart)                 | 5       |
| Suécia (Sverigetopplistan)                     | 14      |

| Parada (1998)                      | Posição |
| ---------------------------------- | ------- |
| Estados Unidos (Billboard Hot 100) | 37      |

## Certificações
| País                  | Certificação |
| --------------------- | ------------ |
| Alemanha (BVMI)       | Ouro         |
| Austrália (ARIA)      | Ouro         |
| Estados Unidos (RIAA) | Ouro         |